# 小織桂一郎
小織 桂一郎（さおり けいいちろう、1870年1月11日（明治2年12月10日） - 1943年（昭和18年）7月26日）は、日本の新派俳優である。本名は西巻行蔵。

## 経歴・人物
新潟県柏崎市に生まれる。後に上京し1891年（明治24年）に川上音二郎一座に加入し、立役が認められた後に同座が経営する劇場において初舞台を踏んだ。1896年（明治29年）には同じ新派俳優だった高田実や初代喜多村緑郎らと共に、成美団の結成に携わり大阪にあった角座および朝日座等で舞台を踏む。
1907年（明治40年）には高田および伊井蓉峰が所属した一座に加入し、再度東京で舞台を踏みその座長も務めた。1913年（大正2年）には河合武雄らが結成した公衆劇団にも加入し、新劇運動に尽力する。その後は再度大阪で活動し関西新派の大幹部を務め、1928年（昭和3年）に松竹家庭劇（現在の松竹新喜劇）に補導格として加入した。晩年の1941年（昭和26年）には再度新派俳優として活動した。小織は能書家としても知られた。

## 主な出演作品
- 『月魄』- 久松 役